# Tom Vandergriff
Tommy Joe "Tom" Vandergriff, född 29 januari 1926 i Carrollton, Texas, död 30 december 2010 i Arlington, Texas, var en amerikansk politiker. Han var ledamot av USA:s representanthus 1983–1985 och tjänstgjorde som chef för lokalförvaltningen i Tarrant County 1991–2007. Under sin tid som kongressledamot var han demokrat men bytte senare parti till Republikanska partiet.
Vandergriff sålde bilar och försäkringar innan han blev politiker. Sin kandidatexamen avlade han 1947 vid University of Southern California. Han var borgmästare i Arlington, Texas 1951–1977.
Vandergriff representerade Texas 26:e kongressdistrikt i representanthuset i två år. Han ställde upp för omval i kongressvalet 1984 men förlorade mot republikanen Dick Armey. Efter partibyte från demokraterna till republikanerna tillträdde Vandergriff som county judge i Tarrant County år 1991, ett ämbete som han behöll i sexton år. I den egenskapen hade han en dubbel roll som ledande myndighetsperson i countyts förvaltning och som ordförande i countyts domstolar.